# Кузина, Елена Николаевна
Елена Николаевна Кузина (1901 — ?) — научный сотрудник НИИ резиновой промышленности, кавалер ордена Ленина (1933).
Окончила физико-математический факультет I Московского университета, химическое отделение. С 1926 года работала в резиновой промышленности. На заводе «Богатырь» разработала новый способ регенерации резины, дававший большую экономию.
С 1930 г. начальник первой секции НИИ резиновой промышленности.
В 1933 году вместе Гекой Абрамовной Левитиной разработала рецептуру и технологию для изготовления ткани оболочки стратостата «СССР-1».
В том же году Постановлением Президиума ЦИК СССР от 14 ноября награждена орденом Ленина: «за выдающиеся технические заслуги при разработке технологического процесса балонной ткани и личное изготовление рецептуры для неё». Орден вручён 17.12.1933 г. (В Президиуме ЦИК Союза ССР // Известия : газета. — 1933. — 18 декабря (№ 306). — С. 6.)
Автор изобретения «Способ получения толстостенных изделий из латекса однократным маканием» (1941).
С 1952 г. зав. лабораторией НИИ промышленности регенерата и резиновой обуви (25.09.1953г. на его базе создан НИИ резиновых изделий широкого потребления, по пр. от 27.07.1957г. переименован в НИИ резиновых и латексных изделий).
Сочинения:
- Кузина Е. Производство регенерата методом растворения. Журнал резин. пром. 1934 г. No 10-11, с. 524-530.